# Брэдли Брэйвз (баскетбол)
Брэдли Брэйвз (англ. Bradley Braves) — баскетбольная команда, представляющая университет Брэдли в первом баскетбольном мужском дивизионе NCAA. Располагается в Пеории (штат Иллинойс). Домашние матчи проводит в «Карвер-арене». Выступает в конференции Missouri Valley. 
Брэдли также 21 раз участвовали в Национальном пригласительном турнире (англ. National Invitation Tournament ) и четыре раза становились его победителем (1957, 1960, 1964 и 1982).

## Выступления в плей-офф

### Турнир NCAA
«Брэйвз» 8 раз участвовали в чемпионате NCAA, где дважды выходили в Финал Четырёх и дважды в финал чемпионата.
| Год  | Раунд                                                              | Соперник                                                     | Результат/счёт                                    |
| ---- | ------------------------------------------------------------------ | ------------------------------------------------------------ | ------------------------------------------------- |
| 1950 | Первый раунд Финал Четырёх Финал чемпионата                        | УКЛА Бэйлор ГКНЙ                                             | Поб 73-59 Поб 68-66 Пор 71-68                     |
| 1954 | Первый раунд 1/16 финала 1/8 финала Финал Четырёх Финал чемпионата | Оклахома-Сити Колорадо Оклахома A&M Южная Калифорния Ла Саль | Поб 61-55 Поб 76-64 Поб 71-57 Поб 74-72 Пор 92-76 |
| 1955 | Первый раунд 1/16 финала 1/8 финала                                | Оклахома-Сити Южный Методистский Колорадо                    | Поб 69-65 Поб 81-79 Пор 93-81                     |
| 1980 | Первый раунд                                                       | Техас A&M                                                    | Пор 55-53                                         |
| 1986 | Первый раунд Второй раунд                                          | УТЭП Луисвилл                                                | Поб 83-65 Пор 82-68                               |
| 1988 | Первый раунд                                                       | Оберн                                                        | Пор 90-86                                         |
| 1996 | Первый раунд                                                       | Стэнфорд                                                     | Пор 66-58                                         |
| 2006 | Первый раунд Второй раунд 1/16 финала                              | Канзас Питтсбург Мемфис                                      | Поб 77-73 Поб 72-66 Пор 80-64                     |
| 2019 | Первый раунд                                                       | Мичиган Стэйт                                                | Пор 65-76                                         |

## Достижения
- Финалист NCAA: 1950, 1954
- Полуфиналист NCAA: 1950, 1954
- Четвертьфиналист NCAA: 1955
- Участие в NCAA: 1950, 1954, 1955, 1980, 1986, 1988, 1996, 2006, 2019
- Победители турнира конференции: 1980, 1988, 2019
- Победители регулярного чемпионата конференции: 1950, 1962, 1980, 1982, 1986, 1988, 1996